# Liste der Stolpersteine in Tübingen Südstadt
Liste der Stolpersteine in Tübingen Südstadt, mit denen der Künstler Gunter Demnig an das Schicksal der Menschen erinnert, die im Nationalsozialismus ermordet, deportiert, vertrieben oder in den Suizid getrieben wurden. Stolpersteine werden im Regelfall vor dem letzten frei gewählten Wohnsitz des Opfers verlegt. Die ersten Verlegungen in der Südstadt von Tübingen erfolgten am 25. November 2011.
Die Evangelische Eberhardskirchengemeinde teilte der Verwaltung der Universitätsstadt Tübingen in einem Brief vom 28. Juni 2010 mit, dass der dortige Kirchengemeinderat das Vorhaben unterstützt, Stolpersteine in der Südstadt zu verlegen, insbesondere für Johann Laubinger, Lilli Zapf und die Familie Löwenstein. Da durch die Kirchengemeinde bereits Spenden für das Vorhaben
gesammelt worden waren und aus technischer Sicht nichts gegen eine Verlegung der Stolpersteine sprach, überließ die Verwaltung den Initiatoren die Entscheidung über das weitere Vorgehen.
Ab Juli 2018 wurden Stolpersteine in der Tübinger Innenstadt verlegt.

## Liste der Steine
Die Tabelle ist teilweise sortierbar; die Grundsortierung erfolgt alphabetisch nach dem Straßennamen.
| Adresse                   | Person(en)                         | Information | Verlegedatum  |
| ------------------------- | ---------------------------------- | --- | ------------- |
| Breuningstraße 30 ·       | Else Zivi                          | Else Zivi | 25. Nov. 2011 |
| Breuningstraße 30 ·       | Eugenie Zivi                       | Eugenie Zivi wurde (* 4. November 1883; gest. 18. Februar 1956) lebte mit ihrem Ehemann Josef Zivi und ihren beiden Töchtern in der Tübinger Breuningstraße 30. 1939 emigrierte die Familie nach Palästina. Ihr Mann war Vorsänger in der jüdischen Gemeinde. Eine wissenschaftliche Auswertung der Akten im Landesamt für die Wiedergutmachung Tübingen zeigt folgendes: Ihre jüngere Tochter Ruth Alexander, geb. Zivi (* 1910) stellte Ende der sechziger Jahre den Restitutionsantrag, denn Eugenie Zivi war zu diesem Zeitpunkt bereit verstorben. Die Akte ist unvollständig und besteht nur aus wenigen Seiten. Man erfährt, dass Ruth Alexander, geb. Zivi, im Jahr 1958 82 DM Auswanderungskosten für ihre Mutter erhielt. Den gleichen Betrag erhielt sie für ihren Vater in einem getrennt gestellten Antrag. Außerdem wurden ihr 1959 16 DM „wegen Schadens durch Zahlung einer Buße“ zugesprochen. „Im März 1934 wurde die Verfolgte wegen angeblicher abfälliger Äußerungen über einen Jungvolkführer in Schutzhaft genommen. Um ihre Haftentlassung zu erwirken, mußte ihr Ehemann Josef Zivi einen sogenannten ‚freiwilligen Beitrag‘ von 80,– RM an das Winterhilfswerk zahlen.“ Der Entschädigung stünde nicht entgegen, dass die Buße vom Ehemann der Verfolgten entrichtet wurde; denn er habe auf Grund seiner ehelichen Unterhaltspflicht die Zahlung offensichtlich an Stelle der Verfolgten geleistet. Es lagen Ansprüche nach dem BRüG vor, was aber nur aus einem kurzen Vermerk der Oberfinanzdirektion Stuttgart von 1960 hervorgeht: „Hinsichtlich der Entziehung von Edelmetallsachen, des Bankguthabens in Höhe von RM 2.453,30 und des Betrags von RM 500,–, der als ersatzlose Abgabe an die Dt. Golddiskontbank bezahlt wurde, werden auf das Land übergegangene Rückerstattungsansprüche nicht geltend gemacht.“ | 25. Nov. 2011 |
| Breuningstraße 30 ·       | Josef Zivi                         | Josef Zivi | 25. Nov. 2011 |
| Breuningstraße 30 ·       | Ruth Zivi                          | Ruth Zivi | 25. Nov. 2011 |
| Christophstraße 1 ·       | Edwin Spiro                        | Edwin Spiro (* 10. Mai 1903; gest. 10. März 1943 in Auschwitz) wuchs in der Tübinger Christophstraße auf und wurde nach mehreren Wohnortswechseln in Cannstatt ein erfolgreicher Versicherungsbeamter, der sich ein Auto mit Chauffeur leisten konnte. Er wurde am Samstag, den 21. November 1935, eine Woche, nachdem eine Ausführungsverordnung zum sogenannten „Blutschutzgesetz“ erlassen worden war, durch einen Fellbacher Polizei-Oberkommissar und Polizeiwachtmeister in der Fellbacher August-Brändle-Straße verhaftet. Das Stuttgarter Landgericht verurteilte ihn am 28. Januar 1936 zu sechs Monaten Gefängnis, weil ihm zur Last gelegt wurde, dass er gegen das „Gesetz zum Schutze des deutschen Blutes und der deutschen Ehre“ verstoßen habe, laut dem „außerehelicher Verkehr zwischen Juden und Staatsangehörigen deutschen oder artverwandten Blutes“ verboten war. „Der Angeklagte unterhielt seit Herbst 1932 als Volljude ein Liebesverhältnis mit einer verheirateten Frau deutschen Blutes in Fellbach und setzte dieses auch nach Erscheinen des Gesetzes gegen Rassenschändung fort,“ hieß es dazu im Bericht im Schwäbischen Merkur vom 29. Januar 1936. In der Reichspogromnacht vom 9. November 1938 wurde Edwin Spiro erneut verhaftet und ins KZ Welzheim verschleppt, wo er bis 31. Januar gefangen gehalten wurde. Am 20. Februar 1942 wurde er zum dritten Mal verhaftet und im KZ Welzheim gefangen gehalten, bis er am 2. Februar 1943 nach Auschwitz deportiert wurde, wo er am 10. März 1943 umgebracht wurde. Im Rahmen der sogenannten Wiedergutmachung hat die Bundesrepublik Deutschland seiner Frau 3900 DM für erlittene Freiheitsentziehung und 3540 DM für Schaden im beruflichen Fortkommen ausgezahlt. | 25. Nov. 2011 |
| Christophstraße 1 ·       | Elfriede Spiro                     | Elfriede Spiro (* 21. April 1894 in Bad Dürkheim; für tot erklärt am 23. Januar 1943 in Auschwitz) besuchte in Tübingen die Höhere Töchterschule. Nach dem Tod ihrer Mutter führte den Haushalt ihres Vaters, Ludwig Spiro, bis dieser am 23. März 1941 starb. Am 20. August 1942 wurde sie in Tübingen verhaftet und in das Sammellager auf dem Stuttgarter Killesberg verschleppt. Von dort aus wurde sie zwei Tage später nach Theresienstadt deportiert. 1943 kam sie nach Auschwitz, wo sie vermutlich gleich nach ihrer Ankunft umgebracht wurde. | 25. Nov. 2011 |
| Christophstraße 1 ·       | Hans Spiro                         | Hans Spiro (* 15. Juli 1898 in Landau in der Pfalz; gest. 19. März 1943 im KZ Auschwitz) wurde mit seiner Schwester Elfriede Spiro in der Stuttgarter Stiftskirche evangelisch getauft, als sein Vater, Ludwig Spiro, zum evangelischen Glauben konvertierte. Er begann in Tübingen eine Lehre als Bankkaufmann, die er während des Ersten Weltkriegs unterbrechen musste. 1916 wurde er an die Westfront eingezogen. Nachdem er schwer verwundet worden war, kam er zur Passzentrale im französischen Lille, wurde aber in den letzten Kriegsmonaten noch einmal an die Front eingezogen. Nach dem Krieg schloss er seine Bankausbildung ab und arbeitete erst als Bankangestellter in Tübingen, später als Prokurist. 1923 heiratete er in Bochum die Christin Klara Teckemeyer und bekam mit ihr die Tochter Liselotte. Nachdem er 1936 Berufsverbot erhielt, arbeitete er illegal als Buchhalter bei der Straßenbaufirma Wilhelm Hahn in Tübingen, als Reklamefachmann in Reutlingen und als Werbefachmann beim Reutlinger Generalanzeiger. Während der Reichspogromnacht am 10. November 1938 wurde Hans Spiro festgenommen und nach Dachau verschleppt, wo er etwa einen Monat festgehalten wurde. Mitte Dezember 1938 kehrte er kurzgeschoren und abgemagert aus Dachau nach Tübingen zurück. Im November 1939 wurde Hans Spiro erneut verhaftet und zuerst in Tübingen, dann in Stuttgart ins Gefängnis gebracht, aus dem er wieder frei kam. Am 4. Dezember 1942 wurde Spiro zum dritten Mal verhaftet und ins KZ Welzheim verschleppt. Von dort wurde er am 27. Januar 1943 weiter nach Auschwitz deportiert, wo er am 19. März 1943 umgebracht wurde. | 25. Nov. 2011 |
| Christophstraße 1 ·       | Lieselotte Spiro                   | Lieselotte Spiro (* 1924) war eine Tochter von Ludwig Spiro. Im Sommer 1939 wurde sie mit einem Kindertransport der Jüdischen Kultusgemeinde Stuttgart nach Südengland in Sicherheit gebracht, wo sie in Bournemouth auf ein Internat ging. Sie verbrachte den Rest ihres Lebens in England. | 25. Nov. 2011 |
| Christophstraße 1 ·       | Ludwig Spiro                       | Dr. Ludwig Spiro studierte in Tübingen und München und wurde 1897 zum Doktor der Philosophie promoviert. Als Gymnasialprofessor unterrichtete er zuerst in Tübingen, später in Schwäbisch Gmünd Latein und Französisch. Er konvertierte am 6. Januar 1902 in Stuttgart zum evangelischen Glauben, aber seine Frau Jertha (gest. 1929) behielt ihr Leben lang ihren jüdischen Glauben bei. Er war der Vater von Hans und Elfriede Spiro Ludwig Spiro war ein renommierter Goethe-Forscher und besaß eine überregional bekannte Goethe-Bibliothek. Im Jahr 1939 schloss ihn die Weimarer Goethe-Gesellschaft, der er seit Studententagen angehörte, aus. Als letzter Gasthörer wurde ihm, nachdem es schon keine immatrikulierten jüdischen Studenten mehr in Tübingen gab, nach dem Sommersemester 1940 auch das Betreten der Tübinger Universität untersagt. Sein Tod nach langer Krankheit am 23. März 1941 ersparte ihm die Deportation. Sofort nach seinem Tod wurde seine Wohnung versiegelt und seine umfangreiche Bibliothek versteigert. | 25. Nov. 2011 |
| Christophstraße 15 ·      | Emil Löwenstein                    | Emil Löwenstein | 25. Nov. 2011 |
| Christophstraße 15 ·      | Karoline Löwenstein                | Karoline Löwenstein | 25. Nov. 2011 |
| Fürststraße 7 ·           | Fanny Erlanger                     | Fanny Erlanger | 25. Nov. 2011 |
| Fürststraße 7 ·           | Helmut Erlanger                    | Dr. Helmut Erlanger (* 9. Juli 1908 in Buchau am Federsee; † 9. Januar 1982 in San Francisco) studierte Rechtswissenschaft und promovierte 1932 in Tübingen. Er arbeitete als Referendar am Tübinger Landgericht. Erlanger wurde Leiter der sozialistischen Jugendorganisation »Rote Falken« und agierte im republikanischen »Reichsbanner Schwarz-Rot-Gold«. Als antifaschistischer Redner der SPD stand er im politischen Konflikt mit den Nationalsozialisten. Er wurde Ende März 1933 verhaftet und bis zum 7. August im KZ Heuberg auf der Schwäbischen Alb gefangen gehalten. Er verlor seine Stelle im Justizdienst und blieb nach seiner Freilassung unter Polizeiaufsicht. Er wollte sofort nach der Entlassung aus dem KZ Deutschland so rasch wie möglich verlassen, da er eine neuerliche Inhaftierung und Verbringung ins KZ fürchtete. Als einer der ersten Tübinger Juden erhielt er die notwendige Unbedenklichkeitsbescheinigung, um die Ausreisepapiere in die USA zu beantragen. Noch ehe diese eintrafen, musste er aus Deutschland fliehen und reiste ohne Aufenthalts- und Arbeitserlaubnis von seinem Bruder in der Schweiz über Straßburg,nach Toulouse wo er als Bauhelfer arbeitete. Nach einem körperlichen Zusammenbruch erhielt er in Zürich ein Einreisevisum in die USA. Im November 1934 erreichte er San Francisco. Sein Geld verdiente er als Lastwagenfahrer, Reinigungskraft, Lagerist und Büroangestellter. Nach einem dreijährigen Abendstudium der Rechtswissenschaft an der Universität San Francisco eröffnete Helmut Erlanger dort 1949 seine eigene Anwaltspraxis. 1959 erhielt er im Rahmen der Wiedergutmachungsleistungen der Bundesrepublik Deutschland den Titel Landgerichtsrat a. D. | 25. Nov. 2011 |
| Fürststraße 7 ·           | Martin Erlanger                    | Martin Erlanger (* 19. Dezember 1868 in Buchau am Federsee; gest. 24. August 1954 in San Francisco) trat nach einer kaufmännischen Ausbildung in Ulm 1885 in die 1911 gegründete Pferdehandlung seines Vaters ein. Mit Stallungen in Buchau und Ravensburg, die jeweils Platz für dreißig Pferde boten, war diese während des Ersten Weltkrieges ein wichtiger Lieferant von Militärpferden. Aus gesundheitlichen Gründe gab Erlanger 1928 das Geschäft vorübergehend auf und zog mit seiner Familie nach Tübingen. Im September 1933 nahm er den Betrieb wieder auf, aber antijüdische Maßnahmen erschwerten seine Arbeit zunehmend. Am 17. Juni 1937 enteigneten die Nationalsozialisten Martin Erlanger. Erlanger emigrierte nach San Francisco zu seinem bereits dort lebenden Sohn Helmut Erlanger. Ohne Englischkenntnisse war es ihm in Amerika aber nicht möglich, kaufmännisch zu arbeiten. Er musste sein Geld daher unter anderem mit Putzarbeiten und als Packer verdienen. | 25. Nov. 2011 |
| Fürststraße 7 ·           | Walter Erlanger                    | Walter Erlanger (* 19. Januar 1911 Buchau am Federsee; gest. 6. Mai 1972 Dubrovnik) war ein jüdischer Heilpädagoge, Buchhändler und Verleger. Er brach sein Jura-Studium in Tübingen ab, weil er wegen seiner jüdischen Herkunft nicht an den Examina teilnehmen durfte. Er emigrierte um 1934 nach Arlesheim in der Schweiz. Von dort zog er nach Zeist in den Niederlanden um, wo er sich in den Kriegsjahren auf dem Dachboden einer befreundeten Familie versteckte, um der Verhaftung durch die Nazis zu entgehen. | 25. Nov. 2011 |
| Hechinger Straße 9 ·      | Elfriede Löwenstein                | Elfriede Löwenstein | 25. Nov. 2011 |
| Hechinger Straße 9 ·      | Ilse Löwenstein                    | Ilse Löwenstein wurde durch die Nationalsozialisten arbeitslos und konnte weder Theater, Kino oder Museen besuchen. Es blieb ihr nur das Spazierengehen und von Zeit zu Zeit ein kleiner Ausflug. Ilse Löwenstein schrieb darüber: „Nächstens fahre ich mal wieder nach Stuttgart. Ich freue mich darauf, denn es ist doch eine ganz nette Abwechslung. Meine Sprachen lerne ich auch weiter (Spanisch habe ich neu angefangen), und wenn ich dann noch Zeit habe, lese ich ein bisschen oder mache eine Handarbeit. Und so geht die Zeit da hin.“ 1943 wurde Ilse Löwenstein mit ihrem Mann Oscar Bloch von Stuttgart nach Theresienstadt verschleppt. In Theresienstadt trafen sie ihre Mutter Sofie wieder. Zusammen mit ihrer Mutter wurde sie ins KZ Auschwitz deportiert. Dort wurden sie und ihre Mutter ermordet. | 25. Nov. 2011 |
| Hechinger Straße 9 ·      | Max Löwenstein                     | Max Löwenstein (geboren 1874 in Rexingen; gestorben am 5. Juni 1944 in Theresienstadt) war Viehhändler. Er heiratete 1903 die Tochter des Viehhändlers Heinrich Liebmann. 1908 kam die Familie nach Tübingen und wohnte dort im Gasthof König. Die Brüder Max und Emil Löwenstein führten dort die Viehhandlung Gebrüder Löwenstein, bis sie 1925 in ein Geschäft in der Hechinger Straße 9 umzogen. Um 1925 kam es bereits zu antisemitischen Vorfällen. Die Löwensteins wurden bei der Vergabe der Gesundheitszeugnisse ihrer Tiere schikaniert, mit falschen Seuchenverdächtigungen wurde versucht, ihren Ruf und ihre Reputation zu ruinieren. Der reichsweite Boykott jüdischer Geschäfte vom 1. April 1933 traf neben anderen Viehhändlern auch die Löwensteins. Bauern kauften bei ihnen nur noch heimlich, in den späten Abendstunden und unter Angst vor Denunziationen, so dass es zu Umsatzeinbußen kam. 1937 musste Max Löwenstein seine Viehhandlung aufgeben. Max und Sofie Löwenstein verkauften ihr Geschäft mit erheblichem finanziellem Verlust an den Tübinger Bäckermeister Christian Lieb. Max Löwenstein prognostizierte 1937: „Bei uns in Tübingen wird es so schlimm schon nicht werden“, als er seine Kinder Walter und Elfriede, die bereits nach Israel emigriert waren, das erste und einzige mal dort besuchte. Sein Sohn Siegfried war zu diesem Zeitpunkt bereits in die USA emigriert. Max Löwenstein, seine Frau Sofie und die Tochter Ilse blieben in Tübingen. Der Besuch in Palästina hätte Max Löwenstein eine Gelegenheit geboten, aus Deutschland zu emigrieren. Doch Frau und Tochter wollte Max Löwenstein nicht aber zurücklassen. In seinem festen Gottesglauben hoffte er auf eine Besserung. Als die Familie ab 1939 emigrieren wollte, gelang ihnen die Ausreise nicht. Max und Sofie Löwenstein wurden 1942 von Tübingen nach Theresienstadt gebracht. Max Löwenstein starb dort am 5. Juni 1944. 1943 kam seine Tochter Ilse Löwenstein von Stuttgart aus mit ihrem Mann Oscar Bloch nach Theresienstadt. Gemeinsam mit ihrer Mutter wurde sie im Herbst 1944 ins KZ Auschwitz weiterdeportiert und dort ermordet. | 25. Nov. 2011 |
| Hechinger Straße 9 ·      | Siegfried Löwenstein               | Siegfried Löwenstein (* 2. November 1904 in Rexingen; gest. 20. März 1976 in Memphis, Tennessee, USA). Siegfried Löwenstein emigrierte Ende 1936 nach den Vereinigten Staaten und kam am 8. Januar 1937 in New York an. Er beantragte schon 1939 die US-Bürgerschaft und wohnte bis auf seinem Tod in Memphis, Tennessee. | 25. Nov. 2011 |
| Hechinger Straße 9 ·      | Sophie Löwenstein                  | Sophie oder Sofie Löwenstein war die Ehefrau von Max Löwenstein. Mit ihm und den gemeinsamen vier Kindern hat sie sich in Tübingen ihre Existenz aufgebaut. Viele Jahre lebte die Familie in der Hechinger Straße 9. Von dort gingen die Kinder täglich zur Schule und später zur Arbeit. Doch ab 1933 wurde die Familie Schritt für Schritt aus dem Alltags- und Arbeitsleben ausgeschlossen. Wegen Ausgrenzungen und Boykottmaßnahmen der Nationalsozialisten verloren beide Ehepartner ihre Arbeitsstellen. Dies zwang die Kinder Löwenstein zur Auswanderung nach Palästina und in die USA. Sophie konnte nicht an der Hochzeit ihres Sohnes Walter und dessen Braut Hilde in Palästina teilnehmen und konnte ihre Glückwünsche und ihren Segen nur schriftlich zum Ausdruck bringen. Ihre Briefe erzählen von tiefer Traurigkeit, so weit entfernt zu sein und von der Sehnsucht, am Leben ihrer Kinder teil zu haben. In einem Brief von Sofie steht: „Natürlich ist es uns sehr leid, dass wir nicht zugegen sein können, aber heute muss man ja so vielem entsagen, so müssen wir uns auch darein schicken. Ihr wisst, dass Ihr meinen mütterlichen Segen zum Gelingen Eurer Ehe habt!“ | 25. Nov. 2011 |
| Hechinger Straße 9 ·      | Walter Löwenstein                  | Walter Löwenstein | 25. Nov. 2011 |
| Hechinger Straße 9 ·      | Marga Marx                         | Marga Marx | 25. Nov. 2011 |
| Hechinger Straße 9 ·      | Ruth Marx                          | Ruth Marx (* 12. Juli 1933) ist als achtjähriges Kind deportiert und wenig später bei Riga erschossen worden. | 25. Nov. 2011 |
| Hechinger Straße 9 ·      | Victor Marx                        | Victor Marx war ein Textilkaufmann, der mit Marga Marx geb. Rosenfeld verheiratet war und mit ihr am 12. Juli 1933 in Tübingen die Tochter Ruth Marx bekam. Victor Marx wurde bei der Reichspogromnacht in Stuttgart verhaftet und kam für ein Jahr ins Konzentrationslager in Welzheim. Seine Tochter wurde währenddessen zu ihrer Großmutter nach Frankreich geschickt. Ab 1939 lebte die Familie wieder zusammen, aber wurde 1941 nach Haigerloch abgeschoben. Am 1. Dezember 1941 wurde die Familie über das Sammellager Killesberg nach Riga deportiert, und bleibt dort in der Nähe bis zum 26. März 1942 im Lager Jungfernhof, und werden danach getrennt. Der Vater sollte in ein Arbeitslager verschoben werden, seine Frau und Tochter sollten wie alle anderen Frauen und Kinder nach Dünamünde, kamen aber stattdessen in den Hochwald von Riga, wo sie erschossen wurden. Victor Marx war bis 1944 Zwangsarbeiter in Riga. Er überlebte er fünf Konzentrationslager. Er kam 1945 kurz nach Kriegsende frei und kehrte nach Stuttgart zurück. Dort lernt er Hannelore Kahn kennen, die ein ähnliches Schicksal durchlebt hatte und heiratete sie am 25. Dezember 1945. Im Mai 1946 zog er mit seiner neuen Frau nach New York, wo sie mit ihrem gemeinsamen Sohn Larry ein neues Leben begannen. Mit der Errichtung eines Gedenksteins auf dem jüdischen Friedhof in Wankheim erinnerte Victor Marx als einer der Ersten an die Opfer des Nazi-Regimes, unter ihnen seine Frau Marga und seine Tochter Ruth. | 25. Nov. 2011 |
| Hirschgasse 1 ·           | Rosalie Weil                       | Rosalie Weil, geb. Herrmann | 10. Juli 2018 |
| Holzmarkt / Neue Straße · | Jakob Oppenheim                    | siehe Jakob Oppenheim | 10. Juli 2018 |
| Holzmarkt / Neue Straße · | Karoline Oppenheim                 | siehe Karoline Oppenheim, geb. Seemann | 10. Juli 2018 |
| Holzmarkt / Neue Straße · | Heinz Oppenheim                    | siehe Dr. Heinz Oppenheim | 10. Juli 2018 |
| Holzmarkt / Neue Straße · | Dorothee Oppenheim                 | siehe Dorothee Oppenheim, geb. Hayum | 10. Juli 2018 |
| Holzmarkt / Neue Straße · | Gertrud Oppenheim                  | siehe Gertrud Oppenheim, verh. Adler | 10. Juli 2018 |
| Holzmarkt / Neue Straße · | Albert Schäfer                     | siehe Albert Schäfer | 10. Juli 2018 |
| Holzmarkt / Neue Straße · | Selma Schäfer                      | siehe Selma Schäfer, geb. Seemann | 10. Juli 2018 |
| Holzmarkt / Neue Straße · | Herta Schäfer                      | siehe Herta Schäfer, verh. Meinhardt | 10. Juli 2018 |
| Holzmarkt / Neue Straße · | Lieselotte Schäfer                 | siehe Liselotte Schäfer verh. Wager | 10. Juli 2018 |
| Holzmarkt / Neue Straße · | Rosalie Weil                       | siehe Rosalie Weil, geb. Herrmann | 10. Juli 2018 |
| Kelternstraße 8 ·         | Charlotte Pagel                    | siehe Charlotte Pagel | 10. Juli 2018 |
| Kelternstraße 8 ·         | Dr. Albert Pagel                   | siehe Dr. Albert Pagel | 10. Juli 2018 |
| Keplerstraße 5 ·          | Rosa Pollak                        | siehe Rosa Pollak, verh. Kappenmacher, verh. Strauss | 10. Juli 2018 |
| Keplerstraße 5 ·          | Therese Kappenmacher               | siehe Therese Kappenmacher, verh. Stern | 10. Juli 2018 |
| Keplerstraße 5 ·          | Clara Pollak                       | siehe Clara Pollak, verh. Dreyfuss | 10. Juli 2018 |
| Keplerstraße 5 ·          | Mathilde Pollak                    | siehe Mathilde Pollak, verh. Fechenbach | 10. Juli 2018 |
| Keplerstraße 5 ·          | Selma Pollak                       | siehe Selma Pollak | 10. Juli 2018 |
| Keplerstraße 9 ·          | Pauline Pollak                     | siehe Pauline Pollak, geb. Heidelberger | 10. Juli 2018 |
| Keplerstraße 9 ·          | Klara Wallensteiner                | siehe Klara Wallensteiner, geb. Reichenbach | 10. Juli 2018 |
| Mauerstraße 25 ·          | Sofie Reinauer                     | siehe Sofie Reinauer | 10. Juli 2018 |
| Mauerstraße 25 ·          | Philippine Reinauer                | siehe Philippine Reinauer | 10. Juli 2018 |
| Münzgasse 32 ·            | Richard Gölz                       | In der Tübinger Stiftskirche weist ein Stolperstein im Boden der Vorhalle darauf hin, dass der Wankheimer Pfarrer Richard Gölz hier am 23. Dezember 1944 verhaftet und ins KZ Welzheim gebracht wurde. | 31. Okt. 2012 |
| Schönbergstraße 1 ·       | Walter Löwenstein                  | Walter Löwenstein | 25. Nov. 2011 |
| Stauffenbergstrasse 27 ·  |                                    | |               |
| Adolph Bernheim           | siehe Adolph Bernheim              | 10. Juli 2018 |               |
| Hanna Bernheim            | siehe Hanna Bernheim, geb. Bach    | 10. Juli 2018 |               |
| Doris Bernheim            | siehe Doris Bernheim, verh. Doctor | 10. Juli 2018 |               |
| Hans Bernheim             | siehe Hans Bernheim                | 10. Juli 2018 |               |
| Steinlachallee 66 ·       | Kurt Tichauer                      | Kurt Tichauer Der Stein liegt auf dem Gehweg gegenüber. | 25. Nov. 2011 |
| Wöhrdstraße 23 ·          | Josef Wochenmark                   | siehe Dr. phil. Josef Wochenmark | 10. Juli 2018 |
| Wöhrdstraße 23 ·          | Bella Wochenmark                   | siehe Bella Wochenmark geb. Freudenthal | 10. Juli 2018 |
| Wöhrdstraße 23 ·          | Alfred Wochenmark                  | siehe Alfred Wochenmark | 10. Juli 2018 |
| Wöhrdstraße 23 ·          | Arnold Wochenmark                  | siehe Arnold Wochenmark | 10. Juli 2018 |